# Du goût et des couleurs
Ne doit pas être confondu avec Des goûts et des couleurs ou Les Goûts et les Couleurs.
Pour plus de détails, voir Fiche technique et Distribution.
Du goût et des couleurs est un téléfilm français réalisé par Michaëla Watteaux, diffusé en 2006 sur France 2.

## Fiche technique
- Réalisateur : Michaëla Watteaux
- Scénario : Vincent Solignac et Pascal Légitimus
- Musique : Stéphane Moucha
- Photographie : Yvan Kozelka
- Montage : Marc Daquin
- Son : Rolly Belhassen
- Production : Françoise Bertheau
- Société de production : Exilene Films
- Pays de production :  France
- Format : couleurs - 1,77:1 - HDTV
- Genre : comédie
- Date de diffusion : 12 avril 2006 sur France 2
- Durée : 90 minutes.

## Distribution
- Pascal Légitimus : Olivier Desroses
- Sophie Broustal : Juliette Carignan
- François-Régis Marchasson  : Michel Bodin
- Jean-Louis Foulquier : Robert Rieux
- Julie Bataille : Isabelle Lecoeur
- Smaïl Mekki : Kader
- Stanislas Crevillen : Maxime Bodin
- Anael Daoud : Mélanie Desroses
- Pablo de la Torre : Quentin Desroses
- Jean Dell : Antonio da Silva
- Charlotte Véry : Fabienne Ponant
- Pascal Elso : Marc Courtin
- Christiane Bopp : Aurélie
- Miguel Ferreira : l'ouvrier
- Jean-Luc Porraz : le garagiste
- Ludovic Berthillot : le gendarme
- Joby Valente : Marie-Ange
- Thierry Beccaro : Gilles Amyot